# SOR BN 10.5
SOR BN 10.5 — городской автобус, выпускаемый чешской компанией SOR Libchavy с 2005 года. Пришёл на смену автобусу SOR B 10.5.

## Конструкция
В отличие от SOR B 10.5, у автобуса SOR BN 10.5 низкий пол. Справа присутствуют три входные двери.
Задняя ось автобуса DAN. Компоновка автобуса заднемоторная, заднеприводная. Кузов сделан из металла, салон выполнен в пластиковой оправе.

## Производство
Автобус SOR BN 10.5 впервые был представлен в 2005 году. Значительная часть моделей эксплуатируется компанией ČSAD autobusy Plzeň.
Также существует газомоторная модификация SOR BNG 10.5.